# Rodman (Iowa)
Rodman – miasto w Stanach Zjednoczonych, w stanie Iowa, w hrabstwie Palo Alto. Zgodnie ze spisem statystycznym z 2000 roku, miasto liczyło 56 mieszkańców.